# 塔胡恩空中走道
塔胡恩空中走道（Tahune Airwalk）是在塔斯馬尼亞上由塔斯馬尼亞森林區所擁有與經營的旅遊景點。從霍巴特車站搭車到此，距離88.5公里 。
這條天空步道俯瞰上游休恩河。 
這條人行走道是以一個水平的鋼結構被懸掛在樹梢之高達45米的地方。它有620米長，1.6公里包括訪問路徑和112步。並且是具有鋼走道的水平結構。傳輸提供給AIRWALK的開始為那些有行走困難的人們。

## 圖集

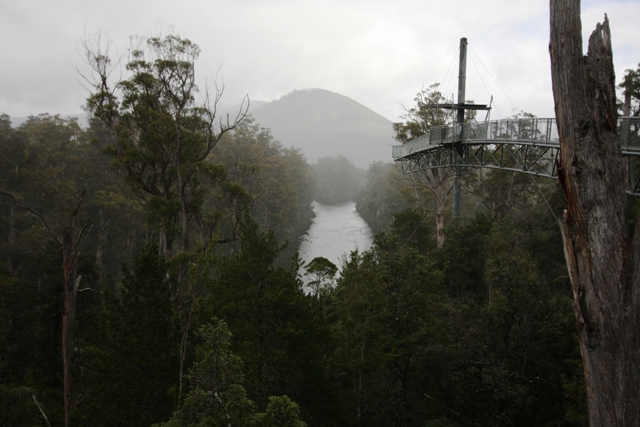
塔胡恩空中走道的懸臂橋
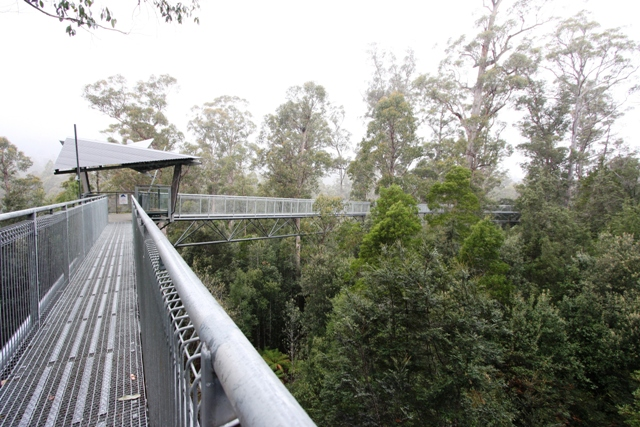
塔胡恩空中走道一景
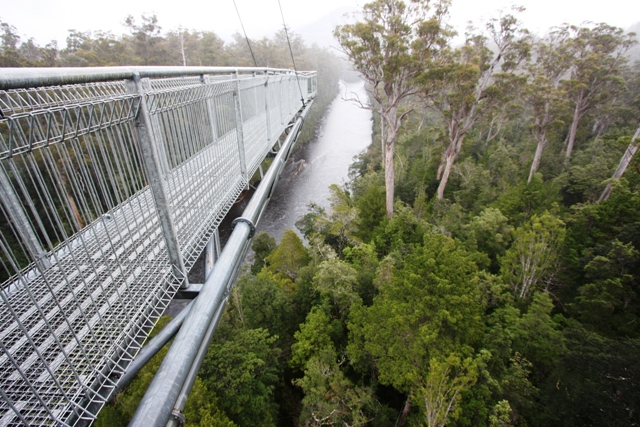
塔胡恩空中走道的懸臂橋一景
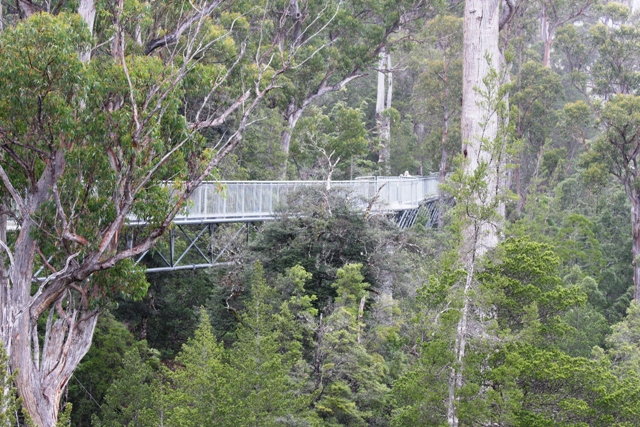
View of the Tahune Forest AirWalk gantry winding through the trees.

## 外部連結
- Tahune AirWalk

43°05′42″S 146°43′30″E / 43.09500°S 146.72500°E